# Plaça de la Pastoreta
La Plaça de la Pastoreta, o més senzillament, La Pastoreta, és el nom popular de la plaça anomenada oficialment Plaça d'Isabel Besora, a la ciutat de Reus, al Baix Camp.

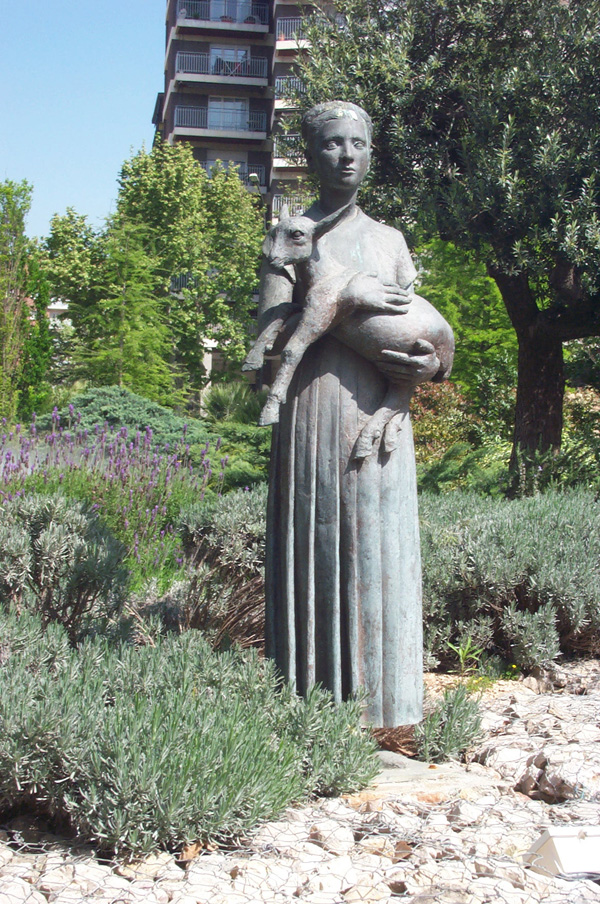
Monument a la Pastoreta, de Joan Rebull, a la Plaça d'Isabel Besora

 El projecte de la plaça és del 1950, però no es va completar del tot fins a final dels anys seixanta del segle xx. Al centre hi ha una escultura de Joan Rebull que representa a la pastoreta Isabel Besora. És un lloc de confluència de diversos carrers i camins: hi fa cap el camí o carrer de Misericòrdia, el carrer de la Sardana, el Passeig de Prim, el camí Vell de Riudoms, el Passeig de Misericòrdia i l'avinguda de La Salle.
L'aspecte final de la plaça va ser molt controvertit per la ciutadania, i el mateix Joan Rebull, l'autor de l'escultura, va quedar-ne decebut, ja que ell la pensava com un lloc de repòs en el camí cap a l'Ermita de Misericòrdia, «com la plaça de qualsevol mas del terme de Reus» segons va dir. El 1977, amb motiu de la canonització de la Mare Molas, l'Ajuntament de la ciutat, presidit per Josep Francesc Llevat, va regalar l'escultura de "La pastoreta" al Vaticà. La resposta popular de protesta va ser immediata, i s'editaren fulls volants i adhesius i es van celebrar diverses concentracions i manifestacions sota el lema «Salvem la plaça» i «Volem La Pastoreta», on es reivindicava el seu ús públic i la restitució de l'escultura. Joan Rebull va fer entrega a la ciutat d'una nova escultura, lleugerament diferent a l'anterior.